# Cimarina
La cimarina es un glucósido cardíaco. La especie Apocynum cannabinum es utilizada como una fuente de fibra por los nativos americanos y Apocynum cannabinum (en chino: 罗布麻) usado como una tisana en China, contienen cimarina
La cimarina es una toxina cardiogénica que provoca arritmias cardíacas en humanos. La cimarina se utiliza en la medicina moderna en las preparaciones farmacéuticas formuladas para tratar una variedad de tumores.[cita requerida]